# نبرد آکاتسوکا
نبرد آکاتسوکا (به ژاپنی: 赤塚の戦い) یک نبرد در طول دوره سنگوکو (قرن ۱۶) در ولایت اُواری در ژاپن بود. این نبرد در روز ۱۰ مه ۱۵۵۲ رخ داد و به عنوان نخستین نبرد اودا نوبوناگا شناخته می‌شود.
پس از مرگ پدر اودا نوبوناگا، اودا نوبوهیده که در طول حیات در گسترش قدرتش در ولایت اُواری تلاش زیادی کرد، نوبوناگا جانشین وی شد. یکی از ملازم نوبوهیده بنام یاماگوچی نوریتسوگو به همراه پسرش یاماگوچی نوری‌یوشی در این دوران به او خیانت کرده و به دشمن وی خاندان ایماگاوا پیوستند. نوبوهیده جهت آمادگی با حمله خاندان ایماگاوا وی را به عنوان ارباب قلعه نارومی گماشته بود.
نوبوناگا جهت نبرد با او با حدود ۸۰۰ سرباز از قلعه ناگویا (ولایت اواری) حرکت کرد. یاماگوچی نوری‌یوشی در محلی به نام «آکاتسوکا» حدود ۱۵۰۰ سرباز را برای مقابله با نوبوناگا جمع کرده بود و نوبوناگا پس از آگاهی از آن برای نبرد به سمت آکاتسوکا نیروهایش را حرکت داد. در این نبرد یکی از چهار مربی نوبوناگا نایتو شوسوکه یا هاچیا یوریتاکا نیز شرکت داشتند. از آنجائیکه سربازان دو طرف اکثراً با جناح مقابل آشنایی داشتند در طی نبرد چندان حاضر به کشتن یکدیگر نبودند و نبرد بدون برد و باخت پایان یافت.